# Фюрт
Фюрт (нім. Fürth) — місто (міський округ, нім. kreisfreie Stadt) в Німеччині в Баварії, утворює середньофранконську агломерацію (разом із Нюрнбергом, Ерлангеном та декількома малими містами).
Фюрт — місто-супутник Нюрнберга, центри обох міст розташовані на відстані лише близько семи кілометрів один від одного. Населення міста — 114 071 мешканців (за даними на 31 грудня 2008 року). Фюрт отримав 2007 року до свого тисячорічного ювілею звання наукового міста від баварського державного міністра.

## Історія
Перше поселення в місці злиття річок Пегніц і Редніц виникло близько 800 року.
У 1945—1949 роках у Фюрті виходив український націоналістичний тижневик ліберального напряму «Час».
У 1945 році в місті перебувають Юрій Шевельов, Ігор Костецький, Віктор Петров-Домонтович. Разом з Леонідом Лиманом та іншими літераторами було засновано спілку письменників Мистецький український рух (МУР).

## Відомі люди
- Бернгард Келлерман (1879—1951) — німецький письменник і поет.
- Генрі Кіссінджер (1923—2023)
- Ільницький Олег Романович (*1949) — літературознавець.

## Галерея

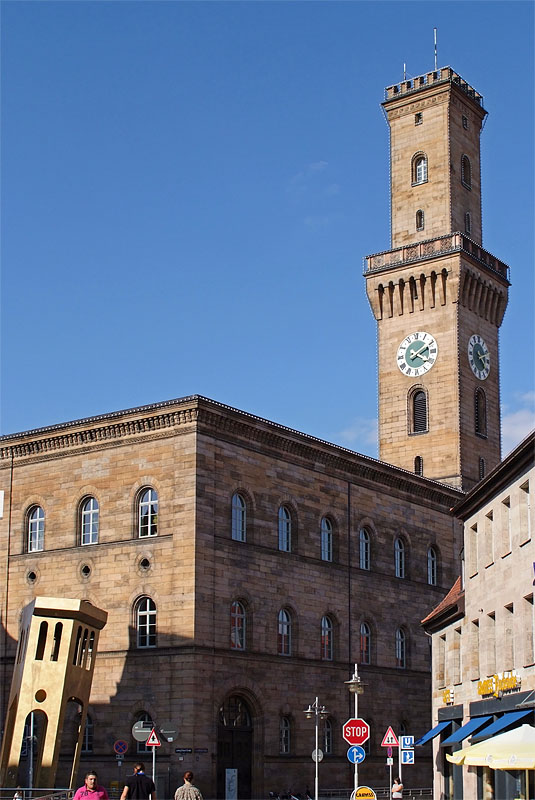
Міська ратуша
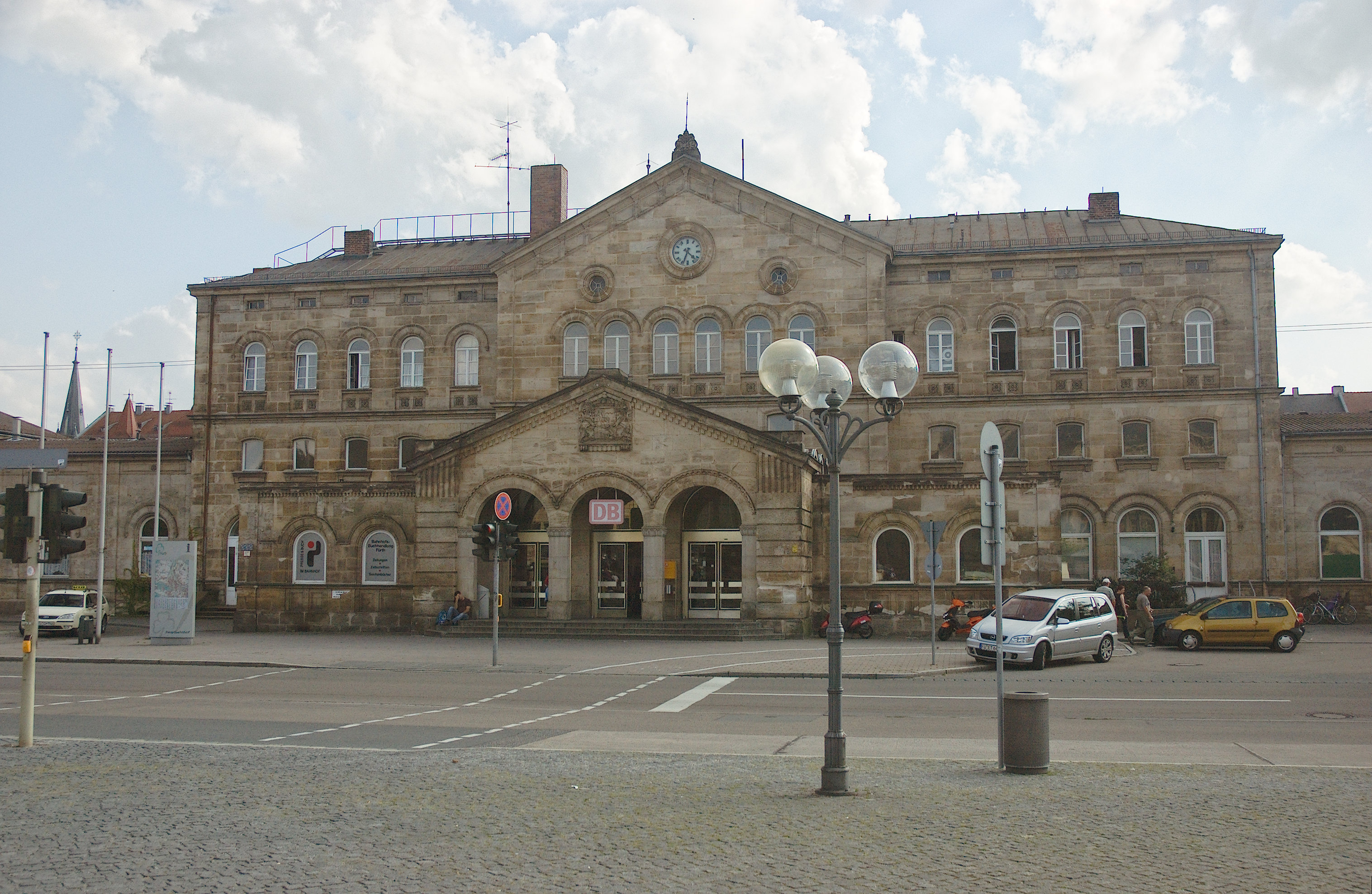
Головний залізничний вокзал
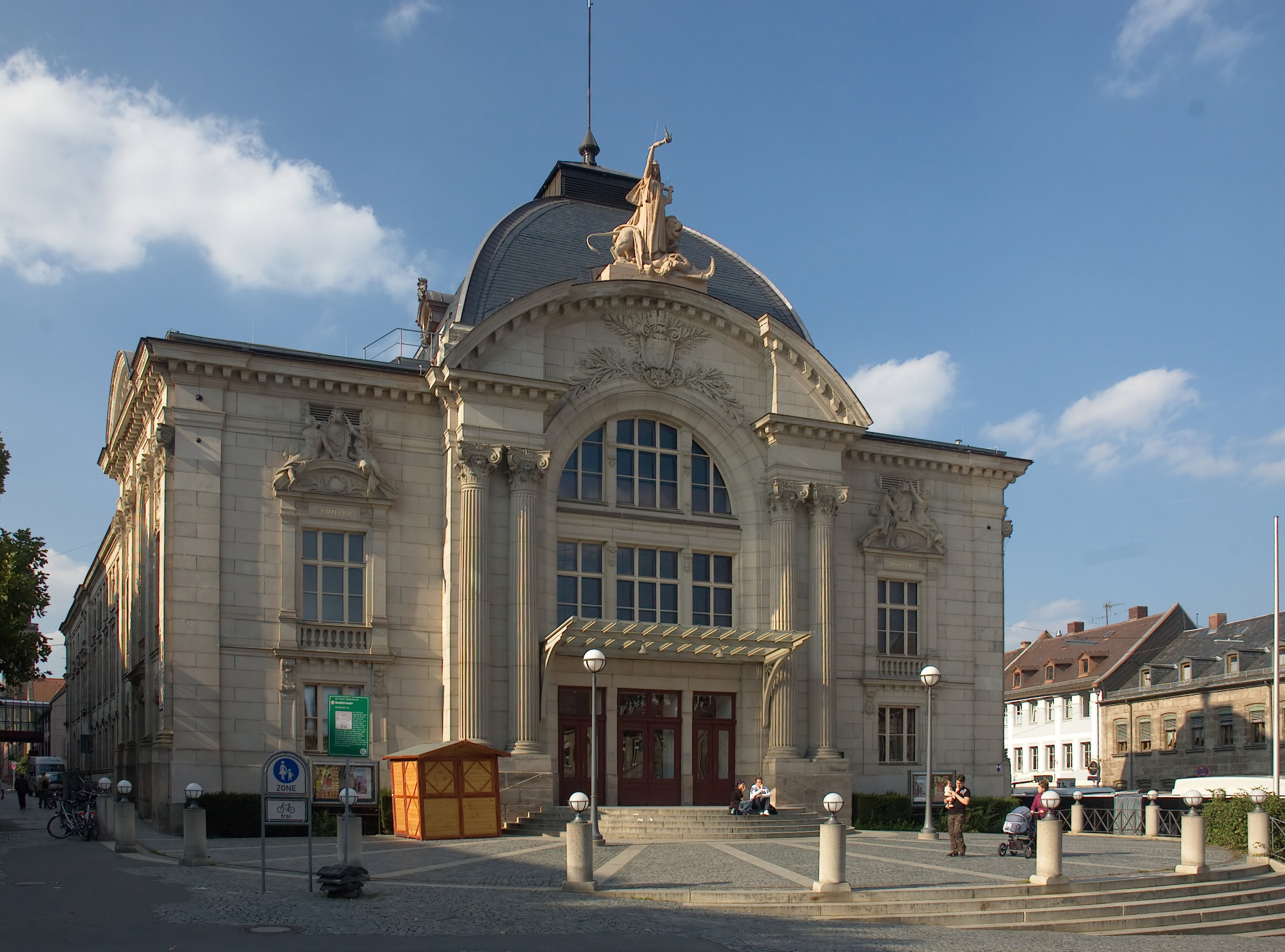
Міський театр
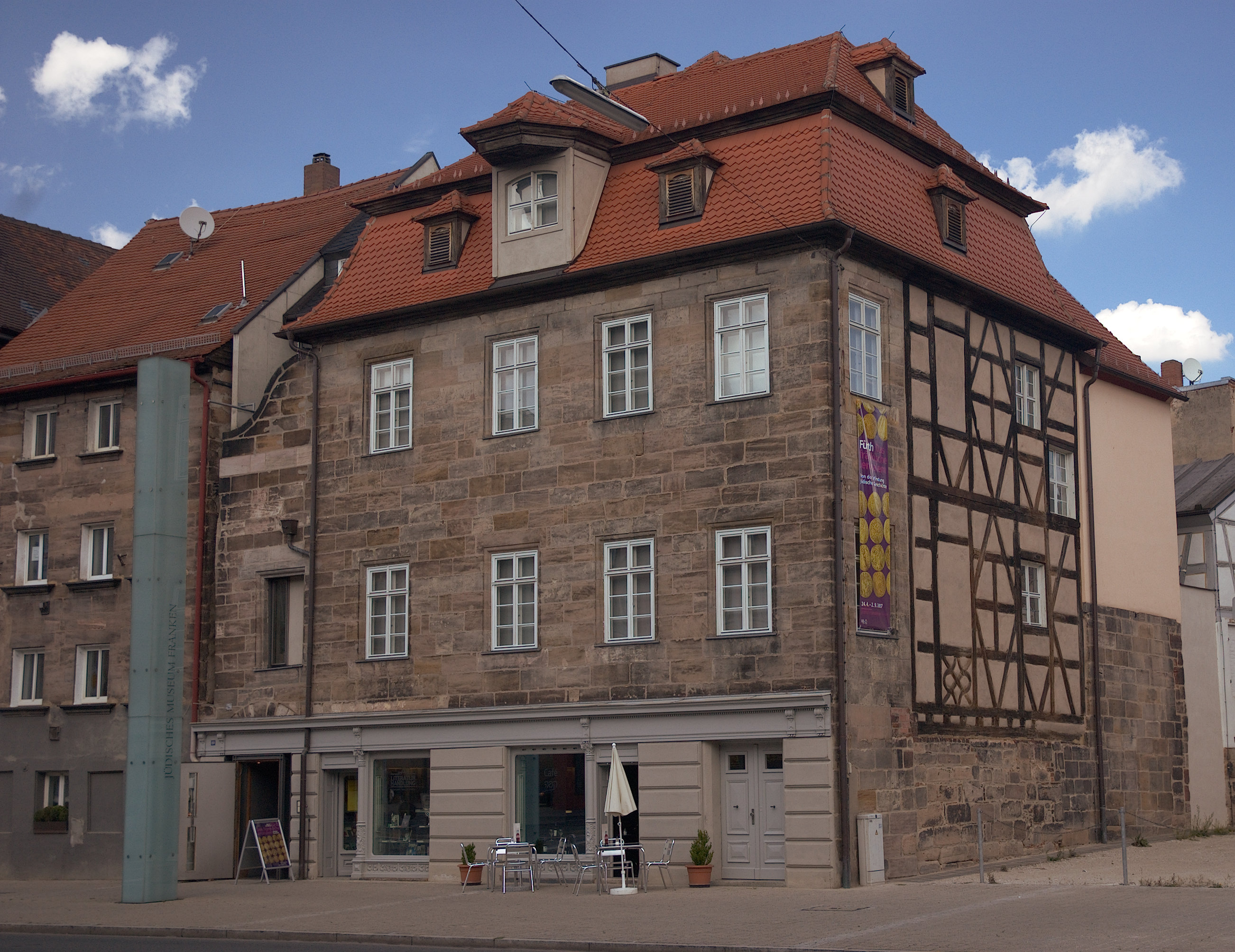
Єврейський музей